# Вајвил (Висконсин)
Вајвил (енгл. Wyeville) град је у америчкој савезној држави Висконсин.

## Демографија
По попису из 2010. године број становника је 147, што је 1 (0,7%) становника више него 2000. године.
| Група             | 2000.       | 2010.       |
| Белци             | 137 (93,8%) | 141 (95,9%) |
| Афроамериканци    | 0 (0,0%)    | 0 (0,0%)    |
| Азијати           | 0 (0,0%)    | 0 (0,0%)    |
| Хиспаноамериканци | 4 (2,7%)    | 2 (1,4%)    |
| Укупно            | 146         | 147         |